# Kühager-Heimalm
Die Kühager-Heimalm (auch Kühhageralm und Kühhager Alm) ist eine Alm in der Marktgemeinde Bad Hofgastein im österreichischen Bundesland Salzburg.

## Lage und Charakteristik
Die Kühager-Heimalm erstreckt sich an den westlichen Hängen des Kreuzkogels in der Ankogelgruppe. Sie befindet sich in der Ortschaft Harbach und in der gleichnamigen Katastralgemeinde Harbach. Sie ist dem Loitlgut in Harbach zugehörig. Nördlich der Alm fließt der Nasenbach, südlich der Alpseitengraben. Beide sind rechtsseitige Nebenbäche des Harbachs.
Eine Almhütte steht auf einer Höhe von 1597 m ü. A. Der Kühhageralm-Sessellift ist eine rund 684 m lange fixgeklemmte Vierer-Sesselbahn. Sie hat eine Fahrgeschwindigkeit von 2,6 m/sek und kann im Winter bis zu 2193 Personen in der Stunde und im Sommer bis zu 1687 Personen in der Stunde befördern.

## Geschichte
Im von 1823 bis 1830 erstellten Franziszeischen Kataster sind im Bereich der Alm vier unbenannte Gebäude verzeichnet. Drei davon sind seitdem völlig verfallen, nur eine Almhütte blieb bestehen.
Der Kühhager-Alm-Pass war eine der zahlreichen Krampus-Gruppen („Passen“) des Gasteinertals. Er wurde 1998 gegründet und war in Harbach und Luggau aktiv.